# Stazione di Randazzo (FCE)
La stazione di Randazzo è una delle stazioni principali della ferrovia Circumetnea; essa è posta al km 73+606 della linea ferroviaria, in posizione semiperiferica rispetto all'abitato, vicina (ma non collegata) alla dismessa stazione di Randazzo della linea Alcantara-Randazzo, delle FS.

## Storia
La stazione venne costruita nell'ambito del programma di costruzione della ferrovia Circumetnea, in Sicilia, con lo scopo duplice di collegare il centro e le zone produttive del comprensorio pedemontano etneo con la città di Catania e con il porto di Riposto. Venne aperta all'esercizio contestualmente all'attivazione del tratto centrale di linea di circa 35 km, Bronte-Lave di Castiglione, il 25 novembre 1895.

## Strutture e impianti

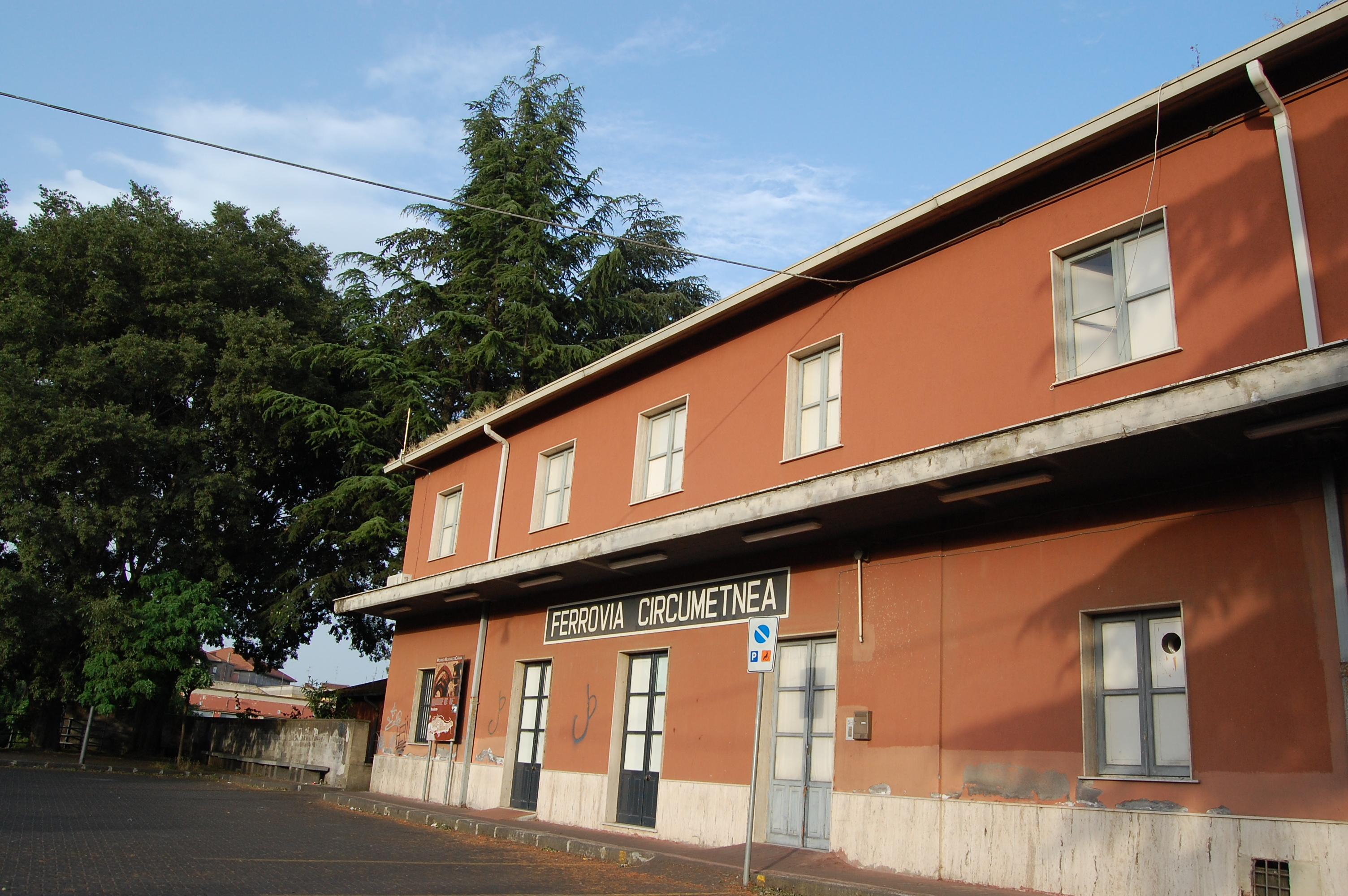
La stazione di Randazzo, vista dal lato stradale.

Il fabbricato viaggiatori è un edificio di media grandezza, di forma classica ferroviaria, con un corpo centrale elevato a due piani. Vi si accede dalla piazza esterna, nella quale avviene l'interscambio con gli autobus della stessa FCE. Solo il primo binario è munito di pensilina.
Il fascio binari, comprende quattro binari passanti posti a sud del fabbricato viaggiatori.
La stazione è dotata (lato Riposto) di una rimessa locomotive coperta, utilissima nel periodo invernale in quanto a Randazzo, in inverno, cade la neve e il clima di notte è molto rigido.

## Movimento

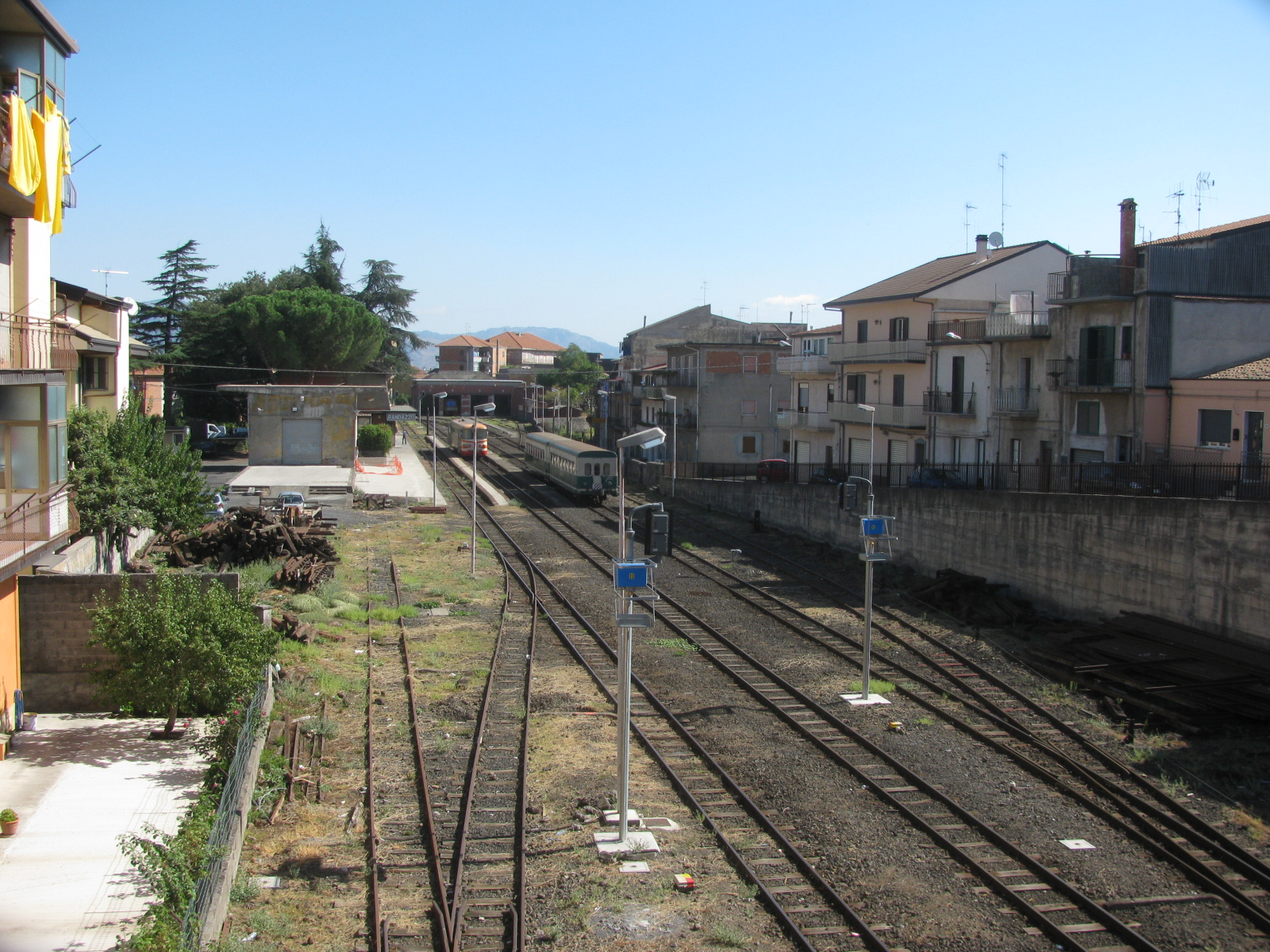
Il piazzale della stazione di Randazzo, visto in direzione Riposto, 24 settembre 2011.

La stazione è di fermata per tutti i treni viaggiatori ed è origine o termine corsa di buona parte dei treni in orario per le due direzioni di Riposto e di Catania Borgo.
L'orario in vigore dal 16 agosto 1938 prevedeva l'effettuazione di soli treni effettuati con le nuove automotrici Fiat ALn 56; l'offerta giornaliera prevedeva partenze per Catania tra le ore 5:45 e le 17:51 e arrivi tra le ore 9:01 e le 21:02 tutte provenienti o dirette a Catania Porto (facevano eccezione la prima in arrivo del mattino e l'ultima in partenza della sera che erano limitate a Catania Borgo. I servizi da e per Riposto erano costituiti da tre coppie di treni dei quali due coppie effettuavano tutto il periplo del vulcano; la prima del mattino e l'ultima della sera avevano origine e termine a Randazzo.
L'offerta giornaliera prevista in orario nel 1959 era di 7 treni per Catania, tra le ore 4:25 e le ore 18:19, dei quali uno di categoria misto, solo feriale; e l'arrivo, da Catania, di 7 treni tra le ore 7:36 e le ore 21:29 (il misto feriale giungeva alle ore 11:23 e ripartiva alle ore 12:14 per Catania. La prima corsa del mattino era l'unica a raggiungere Catania Porto mentre in arrivo era la penultima a provenire dal terminale marittimo. I treni per Riposto erano 5 coppie giornaliere con partenze tra le ore 4:50 e 16:41 e arrivi tra le ore 8:52 e 21:31. Tutti i servizi erano espletati da automotrici ALn 56.
Notevole era nel passato il movimento merci, soprattutto di vini e prodotti agricoli che raggiungevano il porto di Riposto; è cessato del tutto negli anni sessanta del XX secolo.

## Servizi
La stazione è dotata di:
- Biglietteria automatica;
- Annuncio sonoro annunciante l'arrivo dei treni;
- Bar;
- Servizi igienici.

## Interscambi
Il piazzale esterno della stazione è il punto di interscambio con le linee extraurbane della stessa FCE.
- Fermata autobus